# Piotr Banach
Piotr Jakub Banach (ur. 5 marca 1965 w Szczecinie) – polski muzyk, kompozytor i producent muzyczny.
Perkusista w zespołach Grass, Kumader, Kryterium oraz Kolaboranci (1987–1990). Założyciel, lider i gitarzysta grup Dum Dum, Hey (1992–1999), Indios Bravos oraz Ludzie Mili.

## Życiorys

### Wczesne lata
Piotr Banach urodził się 5 marca 1965 w Szczecinie. Do szkoły podstawowej poszedł rok wcześniej niż jego rówieśnicy. W 1979 rozpoczął naukę w VII L.O w Szczecinie gdzie trafił do szkolnej orkiestry, w której grał na puzonie. Jednak nie ukończył tego liceum – w pierwszej klasie został wyrzucony za 280 nieusprawiedliwionych godzin. Po wyrzuceniu z liceum podjął naukę w zawodowej szkole samochodowej. Słuchał wówczas takich zespołów jak Deep Purple, Pink Floyd i The Beatles. W szkole zawodowej poznał ludzi słuchających podobnej muzyki i razem z nimi założył pierwszy zespół muzyczny. Po ukończeniu szkoły rozpoczął naukę w technikum, z którego przeniósł się do liceum wieczorowego.
17 lutego 1982 zespół Paragraf 4, którego perkusistą był Piotr Banach, zagrał swój pierwszy koncert. Największym sukcesem grupy było zakwalifikowanie się do konkursu Kto najlepszy w tym ro(c)ku?

### Kryterium, Grass, Kumander i Kolaboranci
Kolejnym zespołem Piotra była grupa Kryterium, z którą zagrał w 1985 we Wrocławiu na Ogólnopolskim młodzieżowym przeglądzie piosenki. Na koncercie finałowym przeglądu zespół otrzymał wyróżnienie. Piotr poznał tam Andrzeja Puczyńskiego.
W 1985 wraz z grupą Kryterium Banach wystąpił po raz pierwszy na festiwalu w Jarocinie. Grupa zagrała w bloku reggae’owym zorganizowanym przez Roberta Brylewskiego. Ten występ otworzył muzykom drogę na festiwal Róbrege w Warszawie.
Na początku 1986 zespół rozpadł się na dwie formacje – Kryterium i Grass, perkusistą tego drugiego został Piotr. Zespół zadebiutował na Marlejkach w Warszawie.
Zainteresowania muzyczne Piotra były różnorodne: z zespołem Grass grał reggae, a z grupą Kumander punk rocka. W Szczecinie próby tej drugiej kapeli odbywały się w klubie Pinokio, w którym po raz pierwszy (początek 1987) Piotr Banach usłyszał zespół Kolaboranci. Występował z nimi przez ponad dwa lata, jako perkusista, do 1990, kiedy, po nagraniu pierwszej płyty zespołu, zdecydował się na jego opuszczenie.

### Dum Dum i Hey
W tym samym roku założył Dum Dum (nazwa pochodzi od hinduskiej miejscowości). W zespole śpiewała wtedy Kasia Nosowska, na basie grał Darek Ciereszko, na bębnach Krzysztof Pakuła, na gitarach Piotrek Banach i Darek Niewiarowski, zastąpiony przez Wojtka Wójcickiego. Po pewnym czasie Nosowska opuściła zespół i zastąpił ją Grzegorz Porowski (przyszły wokalista zespołów The Days i Rotary), a perkusistą został Robert Ligiewicz (późniejszy perkusista grupy Hey). Jesienią 1991 zespół wygrał eliminacje do francuskiego festiwalu Printemps de Bourges i był jedynym zespołem reprezentującym Polskę. W 1992 Dum Dum nagrał materiał na debiutancką płytę.
Piotr założył kolejny zespół. Po różnych roszadach personalnych uformował się skład: Nosowska, Banach, Żabiełowicz (gitara), Chrzanowski (bas) i Ligiewicz (perkusja). W ten sposób powstał zespół Hey, z którym wydał 5 albumów studyjnych: Fire (1993), Ho! (1994), ? (1995), Karma (1997), Hey (1999). W połowie 1999 zdecydował się opuścić zespół.

### Indios Bravos i działalność solowa
Również w 1999 wydana została, utrzymana w klimacie reggae, pierwsza płyta sygnowana Banach&Indios Bravos – Part One. Od 2002 grupa Banacha – Indios Bravos stała się regularnym koncertowym zespołem.
24 października 2005 roku został wydany solowy, w pełni autorski, album Piotra Banacha zatytułowany Wu-wei. W jego nagraniu wzięli udział wokaliści: Abradab, Alicja Janosz, Dziun, Gutek, Tomek Lipiński.
W 2014 został wyróżniony honorowym tytułem „Ambasadora Szczecina”, przyznawanym w uznaniu osiągnięć przyczyniających się do promocji miasta Szczecina w kraju i za granicą.
W 2015 – z okazji jubileuszu 35 lat na scenie i 50 urodzin artysty – ukazała się trzypłytowa kompilacja „35/50”.

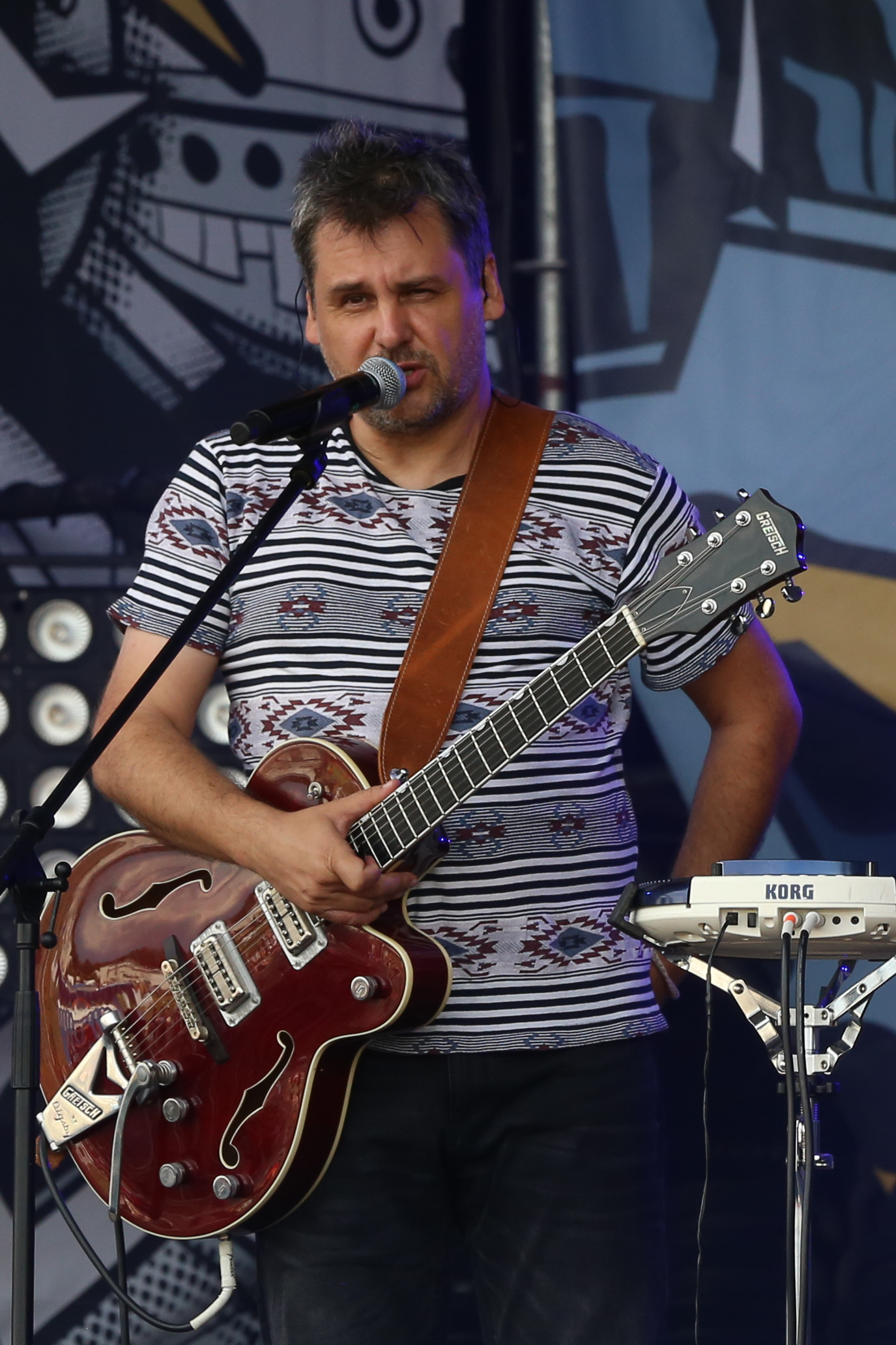
Piotr Banach na Pol’and’Rock Festival 2019

## Dyskografia
Albumy
| 2005                           | Wu-wei - Data: 24 października 2005 - Wydawca: UMC Records                                         | 50 |
| 2015                           | 35/50: 30 lat na scenie / 50 lat na świecie - Data: 12 maja 2015 - Wydawca: Universal Music Polska | –  |
| „–” pozycja nie była notowana. | |    |

Notowane utwory
| 1995                           | „Piesenka”                             | 12 | 4  |
| 1998                           | „Drogi”                                | 50 | 29 |
| 1999                           | „No no no...”                          | –  | 22 |
| 2005                           | „Jego piosenka o miłości” (oraz Gutek) | –  | 4  |
| 2005                           | „Jej piosenka o miłości” (oraz Dziun)  | 23 | –  |
| 2006                           | „To samo” (oraz Gutek)                 | –  | 29 |
| 2006                           | „Dusza” (oraz Tomek Lipiński)          | –  | 15 |
| „–” pozycja nie była notowana. |                                        |    |    |

## Filmografia
- „Historia polskiego rocka” (2008, film dokumentalny, reżyseria: Leszek Gnoiński, Wojciech Słota)
- „Drogi” (2012, film dokumentalny, reżyseria: Małgorzata Ruszkiewicz)[12][13]